# I'm Down
I'm Down is een nummer van The Beatles geschreven door Paul McCartney, maar staat op naam van Lennon-McCartney. Het verscheen voor het eerst in 1965 als B-side van de single "Help!" in 1965.

## Opname
I'm Down werd op 14 juni 1965 door de The Beatles opgenomen, op dezelfde dag als Yesterday en I've Just Seen a Face. Er werden totaal zeven opnames gemaakt, de eerste is te horen op de Anthology 2 met een rustig orgel, maar zonder achtergrondzang. Aan het begin van de Anthology-versie zegt McCartney met een Amerikaans accent: Let's hope this one turns out pretty darn good. Tijdens de sessie is te horen dat hij  Plastic soul, man, plastic soul zegt, dit is een gezegde dat donkere muzikanten gebruikten voor Mick Jagger.

## Release
De officiële release was op 18 juli 1965 op het Amerikaanse Capitol label en op 23 juli op het Engelse label Parlophone. I'm Down is nooit verschenen op een officiële studioalbum van The Beatles. In 1976 verscheen het op het dubbele compilatiealbum Rock 'n' Roll Music, in 1978 op het compilatiealbum Rarities en in 1988 verscheen het op Past Masters, Volume One.